# Necopinatidae
Necopinatidae là một họ của ngành tardigrada trong lớp Eutardigrada.

## Chi và loài
Nó chứa các chi:
- Apodibius
  - Apodibius confusus Dastych, 1983
  - Apodibius nuntius Binda, 1986
  - Apodibius richardi Vargha, 1995
  - Apodibius serventyi Morgan & Nicholls 1986
- Necopinatum
  - Necopinatum mirabile Pilato, 1971